# Canote

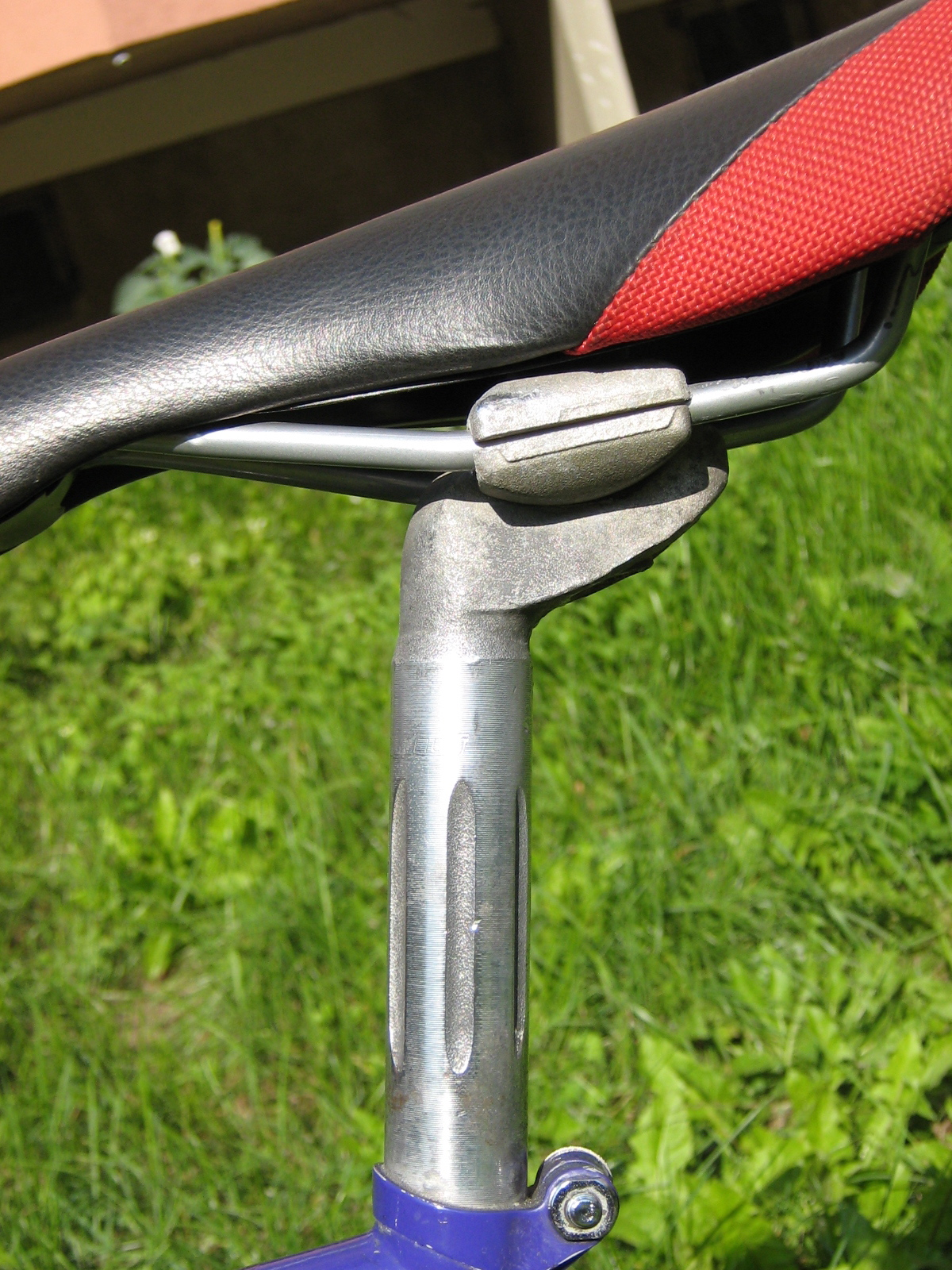
Canote de alumínio

O canote é um tubo onde se encaixa o selim da bicicleta. Pode ser feito de alumínio, ferro, titânio ou fibra de carbono. Geralmente uma marca indica o mínimo que o canote precisa entrar no quadro da bicicleta, para maior segurança do ciclista e também evitar que o canote empene; aquilo corresponde à altura máxima que pode ser configurada para o selim.
Os canotes modernos, especialmente os mais refinados, de materiais leves, já trazem uma braçadeira de fixação nos trilhos do selim. Canotes mais simples, principalmente os de ferro, podem consistir apenas do tubo, requerendo uma braçadeira separada.

## Dimensões
O diâmetro pode variar de 22 a 35 milímetros. Predomina 27,2 mm para bicicletas de montanha ou bicicletas de estrada, 25,4 mm para bicicletas de BMX. Mas 30,9 mm também é muito comum para bicicletas de montanha.
O comprimento varia de 75 a 430 milímetros. Bicicletas de montanha tendem a ter canotes maiores do que bicicletas de estrada.

## Manutenção
Canotes devem ser periodicamente removidos do quadro, limpados, polidos e untados, para se prevenir que emperrem dentro do quadro. Isso é particularmente importante fazer com bicicletas sem pará-lamas que andem em ambientes molhados ou em bicicletas que tenham levado chuva.
A braçadeira que fixa o canote no quadro não deve ficar muito apertada, para não tencionar as soldaduras deste. Um aperto excessivo também pode entortar, fechar ou quebrar o terminal do quadro.
A ranhura no encontro entre o canote e o quadro pode ser coberta de graxa a fim de dificultar penetração de água.
Há uma controvérsia envolvendo graxa e canotes de carbono. Hoje existe um produto especial para fazer a interface entre carbono e outros materiais. Chama-se de "preparação de carbono" ou "pasta de carbono".